# Roy Coffin
Roy Riddell Coffin (Philadelphia, SAD, 10. svibnja 1898. – Wallingford, studeni 1982.) je bivši američki hokejaš na travi. 
Osvojio je brončano odličje na hokejaškom turniru na Olimpijskim igrama 1932. u Los Angelesu. Odigrao je jedan susret na mjestu braniča.

## Vanjske poveznice
- Profil na Database Olympics